# Amazilia yucatanensis
Amazilia yucatanensis là một loài chim trong họ Trochilidae.

## Hình ảnh

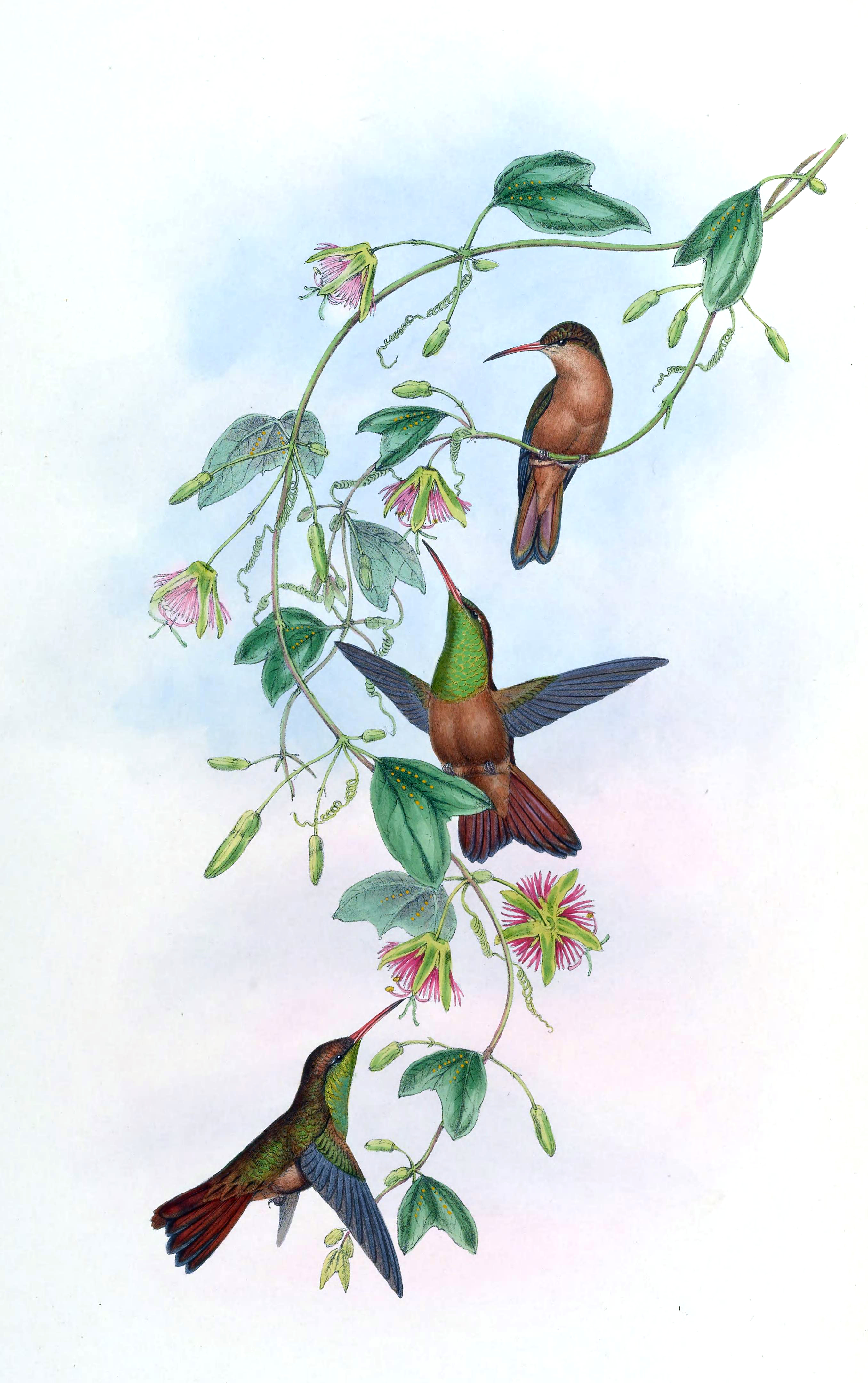
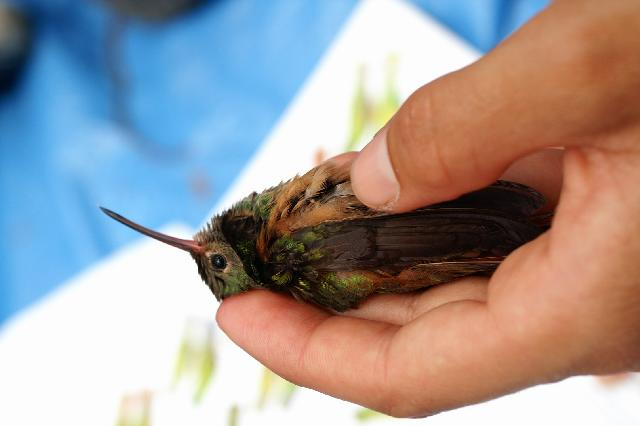